# Izbice
Izbice (izvirno srbsko Избице) je naselje v Srbiji, ki upravno spada pod Mesto Novi Pazar; slednja pa je del Raškega upravnega okraja.

## Demografija
V naselju, katerega izvirno (srbsko-cirilično) ime je Избице, živi 1364 polnoletnih prebivalcev, pri čemer je njihova povprečna starost 32,2 let (32,0 pri moških in 32,4 pri ženskah). Naselje ima 464 gospodinjstev, pri čemer je povprečno število članov na gospodinjstvo 4,20.
Prebivalstvo je večinoma nehomogeno, a v času zadnjih 3 popisov je opazen porast števila prebivalcev.
|  |

| Demografija | Demografija     | Demografija     |
| Leto        | Št. prebivalcev | Št. prebivalcev |
| ----------- | --------------- | --------------- |
|             |                 |                 |
|             |                 |                 |
|             |                 |                 |
|             |                 |                 |
| 1948        | 738             |                 |
| 1953        | 804             |                 |
| 1961        | 927             |                 |
| 1971        | 979             |                 |
| 1981        | 1256            |                 |
| 1991        | 1676            | 1644            |
| 2002        | 2207            | 1949            |
|             |                 |                 |

| Etnična sestava po popisu iz leta 2002 | Etnična sestava po popisu iz leta 2002 | Etnična sestava po popisu iz leta 2002 | Etnična sestava po popisu iz leta 2002 | Etnična sestava po popisu iz leta 2002 |
| -------------------------------------- | -------------------------------------- | -------------------------------------- | -------------------------------------- | -------------------------------------- |
| Bošnjaki                               | Bošnjaki                               |                                        | 941                                    | 48,28%                                 |
| Srbi                                   | Srbi                                   |                                        | 739                                    | 37,91%                                 |
| Muslimani                              | Muslimani                              |                                        | 222                                    | 11,39%                                 |
| Jugoslovani                            | Jugoslovani                            |                                        | 22                                     | 1,12%                                  |
| Romi                                   | Romi                                   |                                        | 12                                     | 0,61%                                  |
| Črnogorci                              | Črnogorci                              |                                        | 4                                      | 0,20%                                  |
| Neznano                                | Neznano                                |                                        | 7                                      | 0,35%                                  |